# Marc Tardif
Marc Gerard Marquis Tardif (* 12. Juni 1949 in Granby, Québec) ist ein ehemaliger kanadischer Eishockeyspieler, der von 1970 bis 1983 für die Montréal Canadiens in der National Hockey League spielte. Er spielte ebenfalls in der World Hockey Association für die Los Angeles Sharks, Michigan Stags und Québec Nordiques, mit denen er später in die NHL wechselte.

## Karriere
Tardif begann seine Juniorenkarriere bei den Montréal Junior Canadiens in der QMJHL. Im NHL Amateur Draft 1969 wurde er von den Montréal Canadiens in der ersten Runde an Position zwei ausgewählt. Die Saison 1969–70 bestritt er hauptsächlich beim Farmteam der Canadiens, ehe er 1970–71 den Canadiens in der NHL zum Stanley-Cup-Triumph verhalf. 1972 hatte er seinen endgültigen Durchbruch mit 31 Toren.
1973 wechselte er zu den Los Angeles Sharks in die WHA. Dort wurde er gleich in der ersten Saison bester Scorer, obwohl das Team seine schlechteste Saison spielte. Die Mannschaft zog nach Detroit und bestritt die kommende Saison als Michigan Stags. Nur wenig später wurde Tardif zu den Québec Nordiques transferiert.
In Québec wurde er einer der großen Stars der Liga. 1975 beendete er die Saison mit 50 Toren und traf in Playoffs weitere zehn Mal, aber sein Team verlor das Finale gegen die Houston Aeros. Die nächste Saison überragte Tardif alle anderen Spieler in der Liga. Er erzielte die meisten Tore und bereitete die meisten Tore vor. Die Playoffs verliefen für ihn sehr kurz, da er sich in einem Spiel nach einer Attacke eines Gegenspielers ernste Kopfverletzungen zuzog. Dies führte zu einem der wenigen Gerichtsverfahren, in dem ein Eishockeyspieler wegen Körperverletzung angeklagt wurde. Tardif erhielt die Bill Hunter Trophy als bester Scorer und die Gordie Howe Trophy als MVP der Liga.
Die Saison 1976–77 bestritt er als Kapitän der Nordiques und führte sie mit 109 Punkten in die Playoffs. Diesmal gewann man die Meisterschaft im AVCO-World-Trophy-Finale. 1977–78 erzielte er 154 Punkte und wurde erneut zum wertvollsten Spieler der Liga gewählt.
Im Sommer 1979 wechselte das Team nach der Auflösung der WHA in die NHL. Tardif führte die Nordiques als Kapitän in die ersten zwei Saisons. 1983 gab er seinen Rücktritt vom Eishockey bekannt.
Tardif war der beste Torschütze und zweitbeste Scorer in der Geschichte der WHA. Er erzielte insgesamt 666 Punkte (316 Tore, 350 Assists) in der WHA. In der NHL kam er auf 401 Punkte (194 Tore, 207 Assists).
Die Québec Nordiques sperrten ihm zu Ehren seine Nummer 8, die bis zum Umzug nach Colorado 1995 an keinen Spieler mehr vergeben wurde.
Er lebt zurzeit mit seiner Familie in Welland, Ontario. Sein Sohn Jamie Tardif wurde im NHL Entry Draft 2003 in der dritten Runde von den Calgary Flames ausgewählt.

## Erfolge und Auszeichnungen
- Stanley Cup: 1971
- Avco World Trophy: 1977
- Bill Hunter Trophy: 1976 und 1978
- Gordie Howe Trophy: 1976 und 1978
- WHA All-Star Game: 1974, 1978
- WHA All-Star Game MVP: 1978 (gemeinsam mit Mark Howe)
- WHA First All-Star Team: 1976, 1977 und 1978
- WHA Second All-Star Team: 1975
- NHL All-Star Game: 1982